# Fabiana Rosales

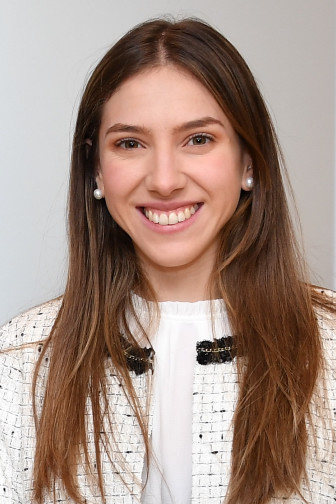
Fabiana Rosales năm 2019

Fabiana Andreina Rosales Guerrero  (sinh ngày 22 tháng 4 năm 1992), còn được gọi là Fabiana Rosales de Guaidó, là một nhà báo người Venezuela và nhà hoạt động nhân quyền truyền thông xã hội. Cô kết hôn với Juan Guaidó, được bầu làm đại biểu liên bang của Quốc hội và là người yêu sách tổng thống hành động của đất nước trong cuộc khủng hoảng tổng thống Venezuela năm 2019. Fabiana Rosales được Nhà Trắng và Quốc hội Venezuela coi là Đệ nhất phu nhân Venezuela.

## Tuổi thơ và giáo dục
Fabiana Rosales sinh ra ở thị trấn Tovar, bang Mérida, vào ngày 22 tháng 4 năm 1992. Cha cô, Carlos, là một nông dân và mẹ cô là một nhà báo. Khi còn nhỏ, cô quan sát các cuộc phỏng vấn của mẹ mình và bắt đầu quan tâm đến các vấn đề xã hội. Cô hỗ trợ điều hành trang trại gia đình và quyết định học ngành báo chí.. Cha cô đã chết sau khi bị đau tim vào năm 2013, nhân đó Fabiana Rosales đã đổ lỗi cho sự thiếu hụt ở Venezuela; cô nói "không có thuốc trong làng để chữa trị cho ông ấy, và cũng không có xe cứu thương để đưa ông đến bệnh viện gần nhất". Anh họ của cô đã chết tương tự, vì không thể tìm thấy các sản phẩm để truyền máu.
Năm 2013, Fabiana Rosales tốt nghiệp trường Đại học Rafael Belloso Chacín với bằng báo chí và truyền thông xã hội. Cô làm việc tại bang Mérida cho một hội đồng thành phố với tư cách là một viên chức phụ trách mảng báo chí, và sau đó năm giữ một vị trí tương tự sau khi chuyển đến thủ đô Caracas. Cô đã gặp Juan Guaidó tại một cuộc biểu tình của giới trẻ, và sau đó, hai người kết hôn vào năm 2013. Họ có với nhau một cô con gái, sinh năm 2017.